# Salvatore Cognetti de Martiis
Salvatore Cognetti De Martiis (Bari, 19 gennaio 1844 – Torino, 8 giugno 1901) è stato un economista italiano.

## Biografia

Socialismo antico, 1889

Era figlio di Raffaele Cognetti, commerciante, e Clorinda De Martiis.
Salvatore Cognetti de Martiis studiò a Napoli e poi a Pisa dal 1861 al 1865.
Si arruolò nel 1866 tra i volontari garibaldini per la campagna del Tirolo, mentre l'anno dopo, tornato a Bari, venne nominato direttore delle scuole municipali e professore di economia politica presso l'Istituto industriale e professionale.
Nel 1868 si trasferì a Mantova per insegnare diritto ed economia all'Istituto tecnico provinciale. A Mantova iniziò a lavorare come pubblicista, dirigendo la "Gazzetta di Mantova" (1870-1874) e collaborando con "Perseveranza", con scritti su temi politico-sociali.
Nominato professore alle Università di Siena e di Torino (1878), si trasferì nel capoluogo piemontese per insegnare economia politica e tenne anche un importante corso libero di sociologia. Qui fondò il Laboratorio di Economia Politica, che ora porta il suo nome, e ne fu direttore dal 1893. Fu per anni professore di economia e legislazione industriale presso il Regio museo industriale italiano di Torino.
Come economista risulta di particolare interesse il suo studio delle crisi e del ciclo economico. Cognetti de Martiis incentrò la sua analisi sul mercato, perennemente in equilibrio instabile. Cicli e fluttuazioni sono il risultato di tale instabilità quali "periodi alternati di eccitamento e depressione, di abbondanza e di penuria". Con Cossa, Lampertico e Luzzatti pose il problema del ruolo economico dello Stato con lo scopo di armonizzare le sue funzioni con l'ordine naturale dell'economia; l'intervento dello Stato è necessario per garantire il rispetto delle regole del gioco onde evitare quelle "asimmetrie" che rischiano di stravolgere il libero dispiegarsi delle "leggi naturali" dell'economia.
Morì a Torino l'8 giugno 1901.

## Opere
- Salvatore Cognetti De Martiis, Socialismo antico, Biblioteca di scienze sociali 7, Torino, Fratelli Bocca, 1889. URL consultato il 23 giugno 2015.